# 千葉県道405号九十九里一宮大原自転車道線

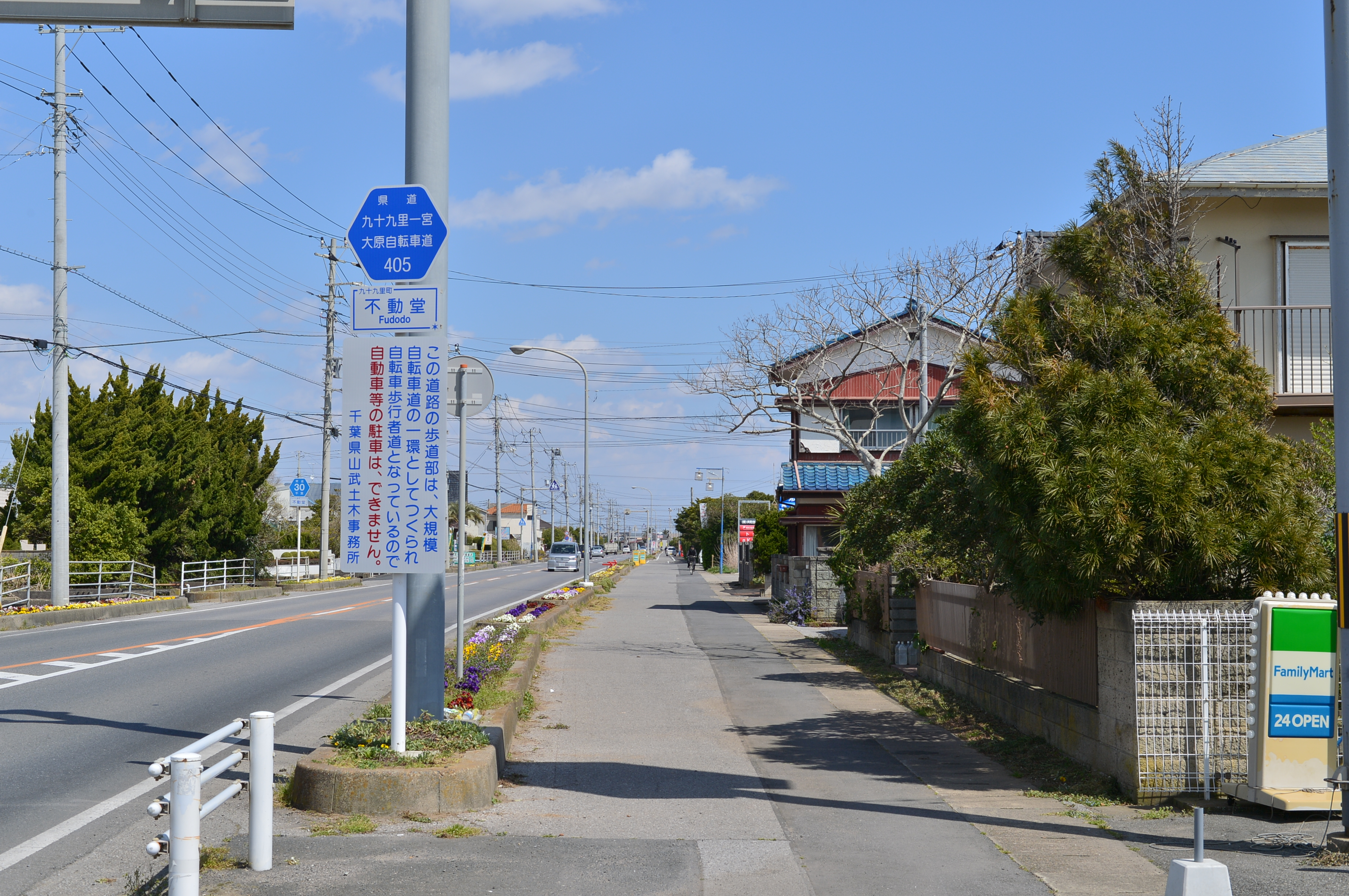
千葉県道405号九十九里一宮大原自転車道線
九十九里町不動堂にて。千葉県道30号飯岡一宮線の歩道部を利用し自転車道として整備されている。（2015年3月）

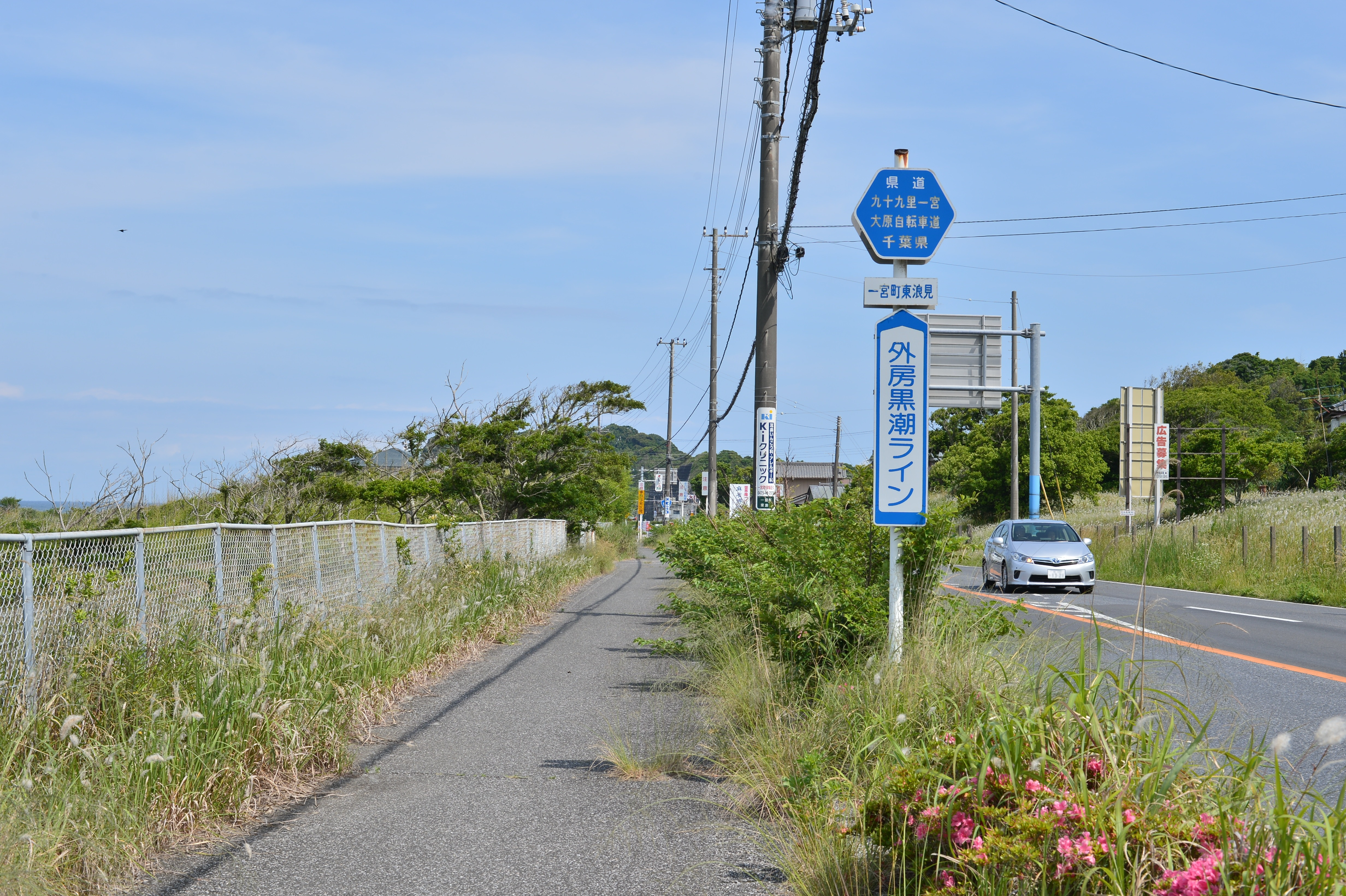
長生郡一宮町東浪見にて。国道128号（外房黒潮ライン）と重複し、歩道部を自転車道として整備されている。（2015年6月）

千葉県道405号九十九里一宮大原自転車道線（ちばけんどう405ごう くじゅうくりいちのみやおおはらじてんしゃどうせん）は、千葉県山武郡九十九里町からいすみ市に至る一般県道として認定された自転車道である。太平洋に沿う太平洋岸自転車道の一部で、大規模自転車道の一路線。

## 概要
- 起点：山武郡九十九里町片貝（片貝海岸入口交差点、千葉県道25号東金片貝線・千葉県道30号飯岡一宮線・千葉県道408号飯岡九十九里自転車道線交点）
- 終点：いすみ市深堀（塩田橋南詰交差点、国道128号交点）
- 総延長：*.* km（山武土木事務所管内：*.* km、長生土木事務所管内：*.* km、夷隅土木事務所管内：5.771 km[1]）
- 重用延長：*.* km（山武土木事務所管内：*.* km、長生土木事務所管内：*.* km、夷隅土木事務所管内：0.074 km）
- 実延長：*.* km（山武土木事務所管内：*.* km、長生土木事務所管内：16.350 km[2]、夷隅土木事務所管内：5.697 km[1]）

## 通過する自治体
- 千葉県
  - 山武郡
    - 九十九里町

  - 大網白里市
  - 長生郡
    - 白子町
    - 長生村
    - 一宮町

  - いすみ市

## 交差する道路
千葉県道30号飯岡一宮線と並走する区間
- 千葉県道25号東金片貝線・千葉県道30号飯岡一宮線飯岡方面・千葉県道408号飯岡九十九里自転車道線 - 山武郡九十九里町片貝（片貝海岸入口交差点、起点）
- 千葉県道75号東金豊海線 - 山武郡九十九里町不動堂（豊海海岸入口交差点）
- 千葉県道83号山田台大網白里線 - 大網白里市南今泉（白里海岸入口交差点）
- 千葉県道31号茂原白子線 - 長生郡白子町古所（白子インターチェンジ入口交差点）
- 千葉県道84号茂原長生線 - 長生郡長生村驚（信号交差点）
- 千葉県道228号一宮停車場線 - 長生郡一宮町一宮（信号交差点）
- 国道128号東金方面 - 長生郡一宮町東浪見（東浪見交差点）

国道128号と並走する区間
- 千葉県道229号太東停車場線 - いすみ市岬町和泉（太東灯台入口交差点）
- 千葉県道152号一宮椎木長者線 - いすみ市岬町江場土（江場土交差点）
- 国道128号勝浦方面 - いすみ市深堀（塩田橋南詰交差点、終点）

## 沿線
- 九十九里浜
  - 片貝海水浴場 - 北今泉海水浴場 - 中央海水浴場 - 南四天木海水浴場 - 剃金海水浴場 - 五井海水浴場 - 中里海水浴場 - 幸治海水浴場 - 城之内海水浴場 - 一松海水浴場 - 一宮海水浴場 - 東浪見海水浴場 - 太東海水浴場
- 九十九里有料道路